# Osmia ephippiata
Osmia ephippiata är en biart som beskrevs av Smith 1879. Osmia ephippiata ingår i släktet murarbin, och familjen buksamlarbin. Inga underarter finns listade i Catalogue of Life.